# Isodictya setifera
Isodictya setifera är en svampdjursart som först beskrevs av Topsent 1901.  Isodictya setifera ingår i släktet Isodictya och familjen Isodictyidae. Inga underarter finns listade i Catalogue of Life.